# Hi! Hamtaro: La sfida degli Ham Ham
Hi! Hamtaro: La sfida degli Ham Ham (とっとこハム太郎 は～い! ハムちゃんずのハムハムチャレンジ! あつまれは～い!?, Tottoko Hamutarou Haai! Hamuchanzu no Hamuhamu Charenji! Atsumare Haai!), è un videogioco sviluppato da AlphaDream e pubblicato in Giappone da Marvelous Interactive per il Nintendo DS. Ispirato al mondo di Hamtaro, il gioco è uscito in Giappone nel 2007 ed è stato distribuito in Europa nel 2008 da 505 Games.

## Modalità di gioco
Hamtaro, controllato dal giocatore, può affrontare diversi minigiochi e sfide propostegli dai suoi compagni Ham Ham. A seguito di ogni gioco il criceto riceve una carta collezionabile da inserire nell'album. Le sfide comprendono giochi di abilità e logica, calcolo e creatività; inoltre è indispensabile l'uso dello schermo touch screen.